# Muhammad Zaman Mirza
Muhammad Zaman Mirza, né en mai 1497 et mort le 26 juin 1539 est un prince timouride et général des empereurs moghols Babur et Humayun. Il se revendique dirigeant du Gujarat en 1537 mais n'en obtient pas le contrôle réel. Sa vie mouvementée reflète les dynamiques complexes des successions impériales, des conflits de pouvoir et de l’influence de la lignée dans l’Asie centrale et méridionale du début du XVIe siècle.

## Biographie

### Dernier prince Timouride
Muhammad Zaman Mirza naît en mai 1497 à Balkh, alors que la ville est assiégée par les forces de son grand père Husayn Bayqara, en train de matter la révolte de son père Badi' al-Zaman Mirza, le dirigeant timouride d'Herat. Sa mère est la fille de Tahamtan Beg et la nièce d'Asad Beg. 
Après le siège de Balkh, son père doit fuir quelque temps avant de revenir récupérer Balkh. En 1503, la ville est de nouveau assiégée et son père l'y abandonne avant l'arrivée des chaybanides. Il est autorisé à rejoindre son père qui a fui en Azerbaïdjan alors qu'il est habituel que Mohammad Chaybani exécute les jeunes princes. Toutefois, s'il rejoint la court du shah Ismaïl Ier, il n'accompagne pas son père dans ses voyages ultérieurs. Il quitte sa court en 1514, après la bataille de Tchaldiran. Il prend la route vers l'Est, jusqu'à Gorgan. La région du Khorassan est alors en proie à la famine et ne possède plus aucun dirigeant. Durant quelques mois, Muhammad Zaman Mirza s'y installe et parvient à gouverner en toute indépendance, cependant il doit prendre la fuite lorsqu'il apprend qu'une armée séfévide se met en direction du Khorassan.
Il rejoint un noble loyal de son père, Urdu Shah, qui prend possession du Gharchistan, dans l'est de l'Afghanistan. Ce dernier est parvenu à unifier des membres de l'ancienne élite Timouride. En arrivant sur place, Muhammad demande à être traité en tant que descendant légitime de la dynastie, ce qui lui est accordé. Avec Urdu Shah, il parvient à constituer une petite force militaire qui leur permet d'étendre progressivement leurs possessions territoriales si bien qu'il parvient progressivement à reprendre une portion importante du territoire que gouvernait son père.
Entre temps, il épouse Masuma Sultan Begum, la fille de Babur. 
Cependant, en voulant se défaire d'Urdu Shah, allié puissant devenu trop encombrant, il perd rapidement le contrôle de ces territoires ainsi que de plusieurs villes importantes. Lors d'une entrevue diplomatique visant à régler ce conflit, Urdu Shah est assassiné avec l'assentiment de Muhammad Zaman. Les partisans d'Urdu s'échappent de Balkh et persuadent Babur d'intervenir. Ce dernier accepte et envoie également un émissaire afin de prévenir Muhammad Zaman qu'il a en réalité l'intention de le nommer gouverneur du territoire s'il accepte de se soumettre. Il tente toutefois de défendre son territoire mais il subit une importante défaite à Chaghcharan et accepte finalement la proposition.

### Entre l'Inde et l'Empire Moghol
En 1517 ou 1518, alors âgé de 21 ans, il est nommé gouverneur du nord de l'Afghanistan. Cependant, il préfère se considérer au dessus de ce rang et a un style de vie royal. Il devient notablement réputé pour son penchant pour l'alcool et une mauvaise gestion des affaires militaires et des finances. Il devient un fidèle en qui Babur a confiance puisque ce dernier lui demande de se saisir du trésor de Delhi en 1519. Muhammad sert Babur sans discontinuer et reçoit plusieurs territoires en récompenses : la ville de Jawnpur et Bénarès. Après 1527, il reçoit par ailleurs la ville de Kânnauj. Alors qu'il est le dernier descendant légitime de l'Empire timouride, il ne réclame aucune prétention sur ce trône à l'égard de Babur.
Pourtant, également en 1527, il décide de quitter l'Empire Moghol afin de rejoindre Agra, en Inde.
Lors du décès de Babur, en 1530, Muhammad Zaman Mirza dirige Bilgram (en), dans l'actuel Uttar Pradesh, et se montre hostile à Humâyûn. Il représente une menace pour la région particulièrement riche. Il tente d'affirmer son indépendance en 1533 et se rebelle. En septembre 1533, lors de la bataille de Dadrah, il est défait par Humâyûn qui exige sa soumission. Les sources font ensuite mention de la fuite de Muhammad Zaman Mirza, en novembre 1533, laissant supposer qu'il est emprisonné après sa défaite à Bayana (en). Considéré comme un prince dissident, il rejoint Bahâdur Shâh en 1534. En effet, Bahâdur Shah fait face à des conflits internes et n'hésite pas à faire appel à d'anciens rebelles pour entrer à son service.
En 1536, au décès de Bahâdur Shah, Muhammad Zaman Mirza prétend que la mère de Bahadur l'a adopté comme son fils et fait valoir des prétentions pour lui succéder. Les nobles du Gujarat désignent rapidement un autre successeur. En représailles, Muhammad Zaman Mirza conclut un accord avec les Portugais afin qu'ils le soutiennent en l'échange de terres. Cependant, l'élite Gujarate parvient à le battre et le force à fuir à Delhi. 
Après cet échec, Muhammad Zaman tente de réintégrer la cour moghole, où Humayun, engagé dans une lutte acharnée contre Sher Shah Suri, accepte sa réintégration. Cependant, sa position demeure fragile. Lors de la bataille décisive de Chausa en 1539, la négligence de Muhammad Zaman est accusée d’avoir contribué à la défaite des Moghols. Pendant la fuite désorganisée qui s’ensuit, il trouve la mort, soit par noyade dans le Gange, soit tué par les forces afghanes, le 26 juin 1539,,.

## Voir également
- Empire moghol
- Babur
- Humayun